# Atentado a la embajada de la Unión Soviética en Lima de 1986
El atentado a la embajada de la Unión Soviética en Lima fue un ataque terrorista ocurrido el 7 de julio de 1986 contra la residencia oficial de la delegación del país euroasiático en el Perú. El atentado no logró saldarse con la muerte de ningún soviético.

## Antecedentes
El grupo terrorista Sendero Luminoso ya había realizado incidentes en las afueras de la embajada de la Unión Soviética desde años atrás, principalmente por discrepancias ideológicas en el espectro de la izquierda.

## Descripción
El atentado inició con una serie de tiroteos masivos en las afueras de la embajada soviética de Lima. Entre el caos ocasionado por el ataque inicial, uno de los tiradores logró ingresar al interior de la residencia soviética en donde intentó hacer estallar una bomba que llevaba consigo, la explosión del atentado no logró provocar muertes más allá del propio suicida.
Los atacantes que sobrevivieron y vieron que su plan fracaso, huyeron a las afueras de la embajada, en uno de los suburbios cercanos a la residencia, dos miembros femeninos de la Guardia Civil del Perú capturaron a los atacantes luego de reducirlos en un intercambio de disparos.

## Autor
Se señaló al grupo terrorista Sendero Luminoso de ser los responsables del atentado, o por lo menos de simpatizantes. Se sabía que la posición oficial de Sendero Luminoso sobre la URSS era negativa, afirmando que el Estado socialista era un «enemigo» de su causa de lucha.

## Posición soviética
La cancillería soviética había realizado una visita al Perú, representados por el viceministro Viktor Komplektov, que a su vez representaba al gobierno de Mijaíl Gorbachov, informó que el entonces presidente peruano Alan García recibía el respaldo soviético en su guerra contra Sendero Luminoso.